# 趙阿哥潘
赵阿哥潘（?—?），土波思乌思藏掇族人，元朝将领。
他的先祖开始归附于北宋，赐姓赵氏。一说即木征兄弟的后裔。祖居临洮（今甘肃临洮）。父亲赵阿哥昌为金朝熙河节度使。金朝亡后，归附蒙古帝国。赵阿哥潘从蒙古帝国攻南宋蜀地，在破大安（今陕西汉中）击败宋朝都统制曹友闻，授同知临洮府事。在阆州获得三百艘战船，攻利州、破潼川府，在青居山击败宋朝制置使刘雄飞，进逼成都。大小战役五十余次，皆冲锋在前。1252年，忽必烈路过临洮南征大理国，派他摄元帅，在益昌筑城，五年而成。因功授为临洮府元帅，跟随蒙哥在合州大败王坚，赐号拔都儿。1260年，回到临洮，发私人粮仓赈济饥民，善养良马。以军事赴青居山，途中被宋军所杀。谥桓勇。其子赵重喜。

## 延伸阅读
[在维基数据编辑]
 《元史·卷123》，出自宋濂《元史》
 《新元史/卷131》，出自柯劭忞《新元史》